# Gand-Staden
Gand-Staden (en néerlandophone : Gent-Staden) est une course cycliste belge disputée le neuvième dimanche de l'année entre Gand et Staden. Organisée depuis 1949, elle fait actuellement partie du calendrier de la Coupe de Belgique pour espoirs et élites sans contrat. 
La course compte à son palmarès des cyclistes reputés comme Joseph Planckaert, Walter Godefroot, Michel Pollentier ou Eddy Planckaert. Le Néerlandais Toine van den Bunder y détient le record de victoires avec cinq succès obtenus consécutivement de 1973 à 1977,.

## Palmarès
| Année | Vainqueur             | Deuxième                   | Troisième               |
| ----- | --------------------- | -------------------------- | ----------------------- |
| 1949  | Roger Derous          | Gabriel Sieuw              |                         |
| 1950  | Gentiel Vermeersch    | Roger Vuylsteke            |                         |
| 1951  | André Noyelle         | Albert Vandevoorde         | Gilbert Desmet          |
| 1952  | Louis Verhelst        | Noël Malfait               | Michel Allegaert        |
| 1953  | Gaston Rebry          | Rémi Lowie                 | Georges Meulemeester    |
| 1954  | Joseph Planckaert     | Gabriel Borra              |                         |
| 1955  | Roger Beke            | Georges David              |                         |
| 1956  | Jul. Ingels           | John Kennedy               | Romain Van Wynsberghe   |
| 1957  | Remi Hendrickx        | Wilfried Depover           | Frans Despeghel         |
| 1958  | Willy Vanden Berghen  | André Decock               | Michel Deboodt          |
| 1959  | Gilbert Maes          | Raoul Lampaert             | Bernard Maertens        |
| 1960  | Gilbert Maes          | Willy Vanden Berghen       | Gustaaf Van Hoolen      |
| 1961  | Noël Steyaert         | Julien Gaelens (nl)        | Gilbert Lingier         |
| 1962  | Willy Vanheste        | François Geldof            | Bernard Maertens        |
| 1963  | Hubert Criel          | André Demartelaere         | Gaston Hosken           |
| 1964  | Walter Godefroot      | Luc Delefortrie            | Fernand Hermie          |
| 1965  | Roger Loose           | Ronny Vanoverbeke          | Noël Van Clooster       |
| 1966  | Marcel Maes           | Willy Maes                 | Robert Legein           |
| 1967  | Albert Vande Moortel  | Sylvère Hellebuyck         | Fernand De Keyser       |
| 1968  | Noël Vantyghem        | Pol Mahieu                 | Jacky Coene             |
| 1969  | Aimé Delaere          | Eric Raes                  | Adelin Cael             |
| 1970  | Jozef Abelshausen     | Jean-Jacques Vandenbroucke | Etienne Mattheus        |
| 1971  | Michel Pollentier     | Roger Verschaeve           | Johny Soenens           |
| 1972  | Erik Serlet           | Ronald Rosseel             | Michel Vereecke         |
| 1973  | Toine van den Bunder  | Michel Pollentier          | Gerard Kamper (nl)      |
| 1974  | Toine van den Bunder  | Marc Renier                | Luc Leman               |
| 1975  | Toine van den Bunder  | Gery Bouttry               | Ad Tak (nl)             |
| 1976  | Toine van den Bunder  | Walter Schoonjans          | Ronny Van de Kendelaere |
| 1977  | Toine van den Bunder  | Eddy Van Puyenbroeck       | Johan Denijs            |
| 1978  | Eddy Planckaert       | Gerard Mak                 | Johan Denijs            |
| 1979  | Eddy Planckaert       | Bernard Huyghe             | Johan Denijs            |
| 1980  | Jan Jonkers           | Alain Van Hoornweder       | Yvan Lamote             |
| 1981  | Rudy De Clercq        | Johan Denijs               | Patrick Boulard         |
| 1982  | Peter Hoondert        | Rudy De Clercq             | Patrick Deneut          |
| 1983  | Gino Ligneel          | Patrick Decan              | Philippe Deleye (en)    |
| 1984  | Roger Lemmens         | Filip Berquin              | Geert Van Speybroeck    |
| 1985  | Michel Cornelisse     | Peter Hoondert             | Patrick van Passel      |
| 1986  | Reginald Vandamme     | Nico van de Klundert       | Patrick Verplancke      |
| 1987  | Nico van de Klundert  | Peter Schumans             | Rik Rutgers             |
| 1988  | Pierre van Est        | Ralph Moorman (nl)         | Benny Godderis          |
| 1989  | Patrick Coone         | Eric Venema                | Patrick van Passel      |
| 1990  | Didier Priem          | Martien Kokkelkoren (nl)   | Pascal De Smul (nl)     |
| 1991  | Pascal De Smul (nl)   | Rik Coppens                | Jean-Marc Vandenberghe  |
| 1992  | Marc Schoutteten      | Reginald Vandamme          | Pascal De Smul (nl)     |
| 1993  | Niels Boogaard        | Bennie Gosink (nl)         | René de Vink            |
| 1994  | Paul Beirnaert        | Niels Boogaard             | Mario Gutte             |
| 1995  | Niels Boogaard        | Hans Pijpers               | Peter Hoondert          |
| 1996  | Yvan Segers           | Karel Vereecke             | Jan Mattheus            |
| 1997  | Stefaan Vermeersch    | Jean-Pierre Deloof         | Peter Peys              |
| 1998  | Peter Peys            | Arthur Farenhout           | Benny De Ly             |
| 1999  | Jurgen Deceuninck     | Wouter Demeulemeester      | Thierry Masschelein     |
| 2000  | Chris Scharmin        | Jurgen Deceuninck          | Christophe Stevens      |
| 2001  | Christ Lefever        | Nico Kuypers               | Kenny Lisabeth          |
| 2002  | Tim Lenaers           | Sébastien Six              | Christophe Waelkens     |
| 2003  | Koen Das              | Stefaan Vermeersch         | Jurgen Vermeersch (nl)  |
| 2004  | Marvin van der Pluijm | Peter Schoonjans           | Tim Meeusen (nl)        |
| 2005  | Jos Pronk             | Geoffrey Demeyere          | Stefaan Vermeersch      |
| 2006  | Joost van Leijen      | Wesley Van Speybroeck      | Michel Vanhaecke        |
| 2007  | Nico Kuypers          | Dirk Clarysse              | Gregory De Munster      |
| 2008  | Stijn Minne           | Joeri Clauwaert (de)       | Stijn Neirynck          |
| 2009  | Nico Kuypers          | Joeri Clauwaert (de)       | Steve Schets            |
| 2010  | Jelle Wallays         | Joeri Clauwaert (de)       | Ken Vanmarcke           |
| 2011  | Dieter Bouvry         | Kevin Maene                | Lucas Persson           |
| 2012  | Douglas Dewey         | Chris Jory                 | Joeri Calleeuw          |
| 2013  | annulé                |                            |                         |
| 2014  | Joeri Calleeuw        | Rob Leemans                | Bert Van Lerberghe      |
| 2015  | Laurens De Plus       | Jan Logier                 | Christophe Noppe        |
| 2016  | Edward Planckaert     | Brecht Ruyters             | Bjorn De Decker         |
| 2017  | Jens Vandenbogaerde   | Benjamin Verraes           | Jelle Mannaerts         |
| 2018  | Benjamin Verraes      | Joeri Calleeuw             | Tom Wirtgen             |
| 2019  | Robin Stenuit         | Jarne Van de Paar          | Jelle Mannaerts         |
| 2020  | Enzo Wouters          | Jules Hesters              | Maxime Farazijn         |
| 2021  | annulé                |                            |                         |
| 2022  | Stijn Siemons         | Guillaume Seye             | Alec Segaert            |
| 2023  | Justin Wolf           | Ewout De Keyser            | Guillaume Seye          |
| 2024  | Kobe Vanoverschelde   | Wesley Van Dyck            | Jarno Bellens           |
| 2025  | Daan Depuydt          | Kobe Vanoverschelde        | Tristan Scherpenbergh   |